# Lukov (Znojmói járás)
Lukov település Csehországban, a Znojmói járásban. Lukov Horní Břečkov, Podmolí és Bezkov településekkel határos. Lakosainak száma 259 fő (2024. január 1.).

## Népesség
A település lakosságának változását az alábbi diagram mutatja:
| Lakosok száma | 444  | 493  | 479  | 313  | 253  | 218  | 263  | 261  | 257  | 259  |
|               | 1869 | 1890 | 1921 | 1950 | 1980 | 2001 | 2017 | 2019 | 2022 | 2024 |